# ابن أبي الركب
ابن أبي الركب أبو ذر مصعب بن محمد بن مسعود بن عبد الله الخشني الأندلسي الجياني النحو (1208م) هو قاض، ومن العلماء بالحديث والسير والنحو.
يعود أصل ابن أبي ركب إلى مدينة جيان وقد وُلي القضاء فيها. ومن مؤلفاته: شرح غريب السيرة النبوية جزآن، نشره بولس برونله.